# Anisopodus affinis
Anisopodus affinis es una especie de escarabajo longicornio del género Anisopodus, tribu Acanthocinini, subfamilia Lamiinae. Fue descrita científicamente por Martins en 1974.

## Descripción
Mide 11,66 milímetros de longitud.

## Distribución
Se distribuye por Bolivia, Costa Rica, Ecuador y Panamá.